# Cliffortia ilicifolia
Cliffortia ilicifolia är en rosväxtart som beskrevs av Carl von Linné. Cliffortia ilicifolia ingår i släktet Cliffortia och familjen rosväxter.

## Underarter
Arten delas in i följande underarter:
- C. i. cordifolia
- C. i. incisa

## Bildgalleri

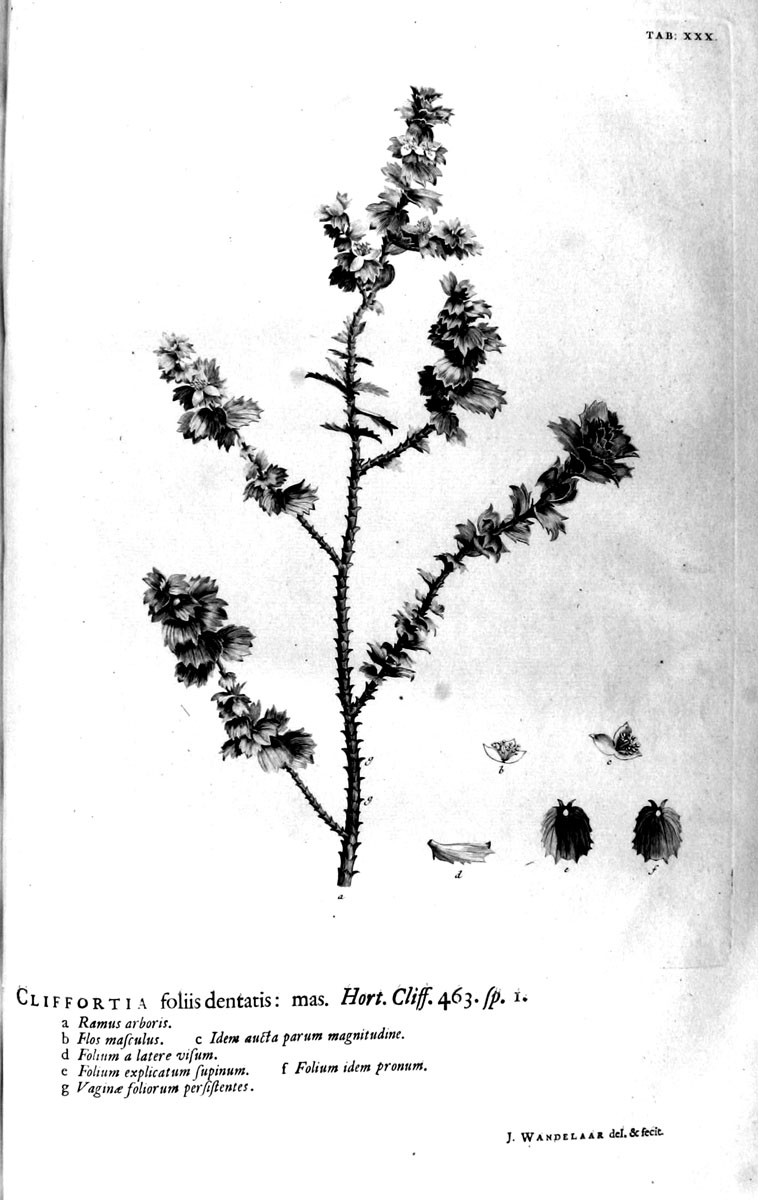
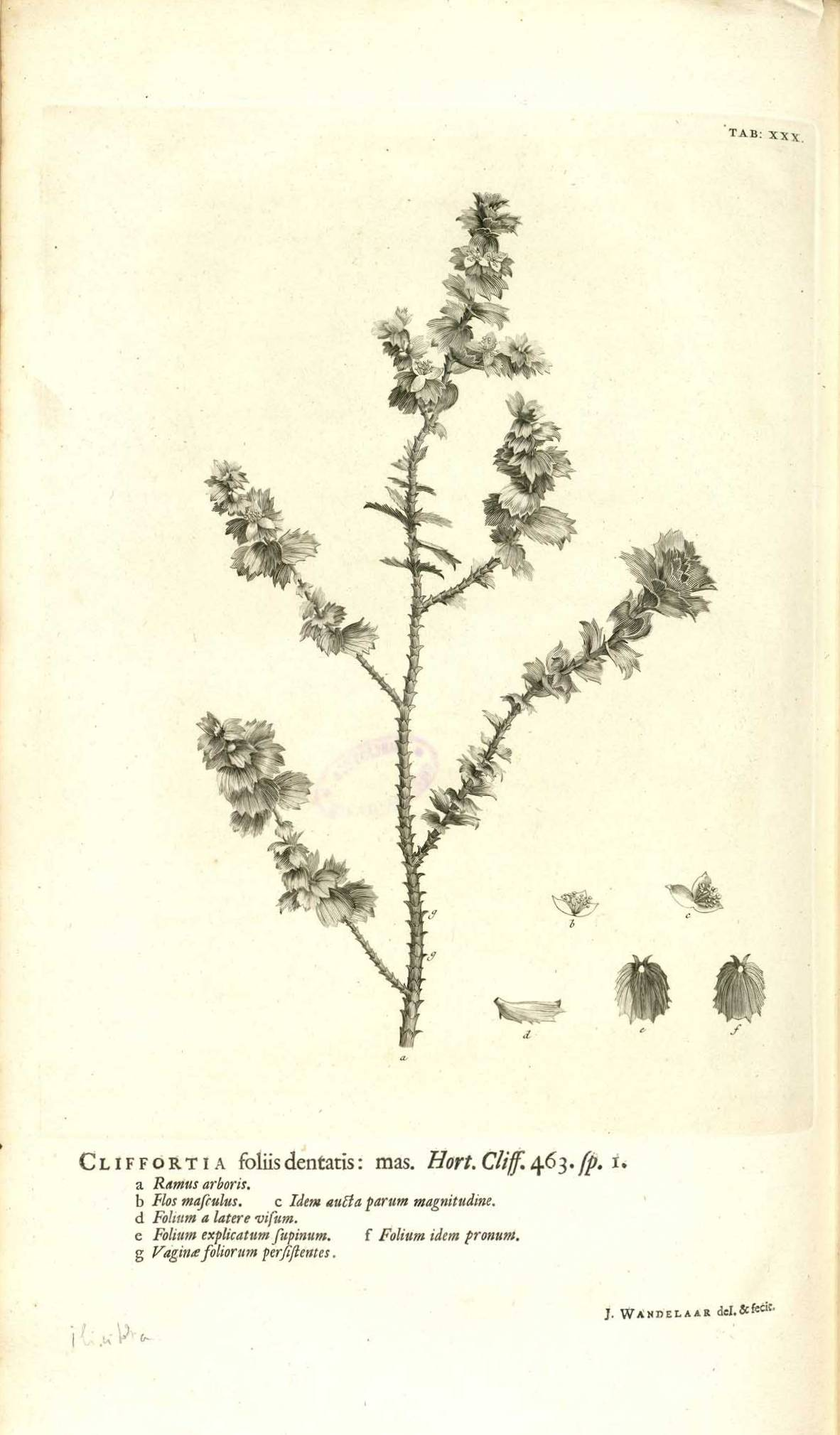